# We Must Become the Pitiless Censors of Ourselves
We Must Become the Pitiless Censors of Ourselves är den amerikanska musikern John Maus tredje studioalbum.
Det släpptes den 27 juni 2011 på skivbolagen Upset The Rhythm i Storbritannien och Ribbon Music i USA.

## Låtlista
| Nr  | Titel                | Längd |
| --- | -------------------- | ----- |
| 1.  | Streetlight          | 2:52  |
| 2.  | Quantum Leap         | 2:52  |
| 3.  | ...And The Rain      | 2:46  |
| 4.  | Hey Moon             | 4:08  |
| 5.  | Keep Pushing On      | 3:33  |
| 6.  | The Crucifix         | 1:15  |
| 7.  | Head for the Country | 3:16  |
| 8.  | Cop Killer           | 2:41  |
| 9.  | Matter of Fact       | 2:16  |
| 10. | We Can Breakthrough  | 2:08  |
| 11. | Believer             | 4:05  |